# گروه جنگ مدیا
گروه جنگ مدیا ({{lang|ur|جنگ) شرکت رسانه‌ای پاکستانی است، که در سال ۱۹۷۵ توسط میر خلیل الرحمان تأسیس شد.